# Pier Francesco Garoli
Pietro Francesco Garoli (1638, Turín-5 de mayo de 1716, Roma) fue un pintor italiano, muy característico en la pintura paisajista, la cual le llevó a las ciudades más importantes de toda Italia. A pesar de que se sigue afirmando que nació en Turín, algunos manuscritos dicen que nació en el pueblo natal de su padre, Giaveno.

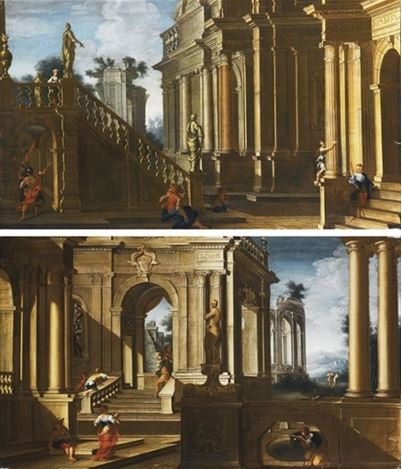
Perspectivas arquitectónicas con figuras.

## Biografía
En mayo de 1665, Garoli recibió un pago por haber "ampliado" y "reparado" noventa y nueve lienzos de la colección real de Turín, añadiendo "figuras de hombres, mujeres, caballos, animales, paisajes, campos". Lamentablemente, ninguna otra información aclara sus inicios, pero como la lista de pinturas incluye obras atribuidas a Giorgione, Tiziano, Bassano, Bronzino, Guercino, Mattia Preti, Lanfranco y otros protagonistas de la pintura italiana entre los siglos XVI y XVII, está claro que Garoli ya debió haber demostrado sus cualidades y demostrado, en particular, que sabía evaluar adecuadamente los métodos compositivos de los sujetos, interviniendo en cada cuadro con inserciones adecuadas de paisaje o género.
Después de haber sido pintor para numerosos duques de Italia, su obra llegó a Roma, donde Garoli restauró el Casino Nobile, en Montefeltro, al cual le añadió numerosos frescos de gran tamaño. Más tarde fue nominado como "maestro perpetuo de la perspectiva", por la Academia de San Lucas.
Finalmente, falleció en Roma en el año 1716, en su testamento aportó su legado en figuras artísticas como Giuseppe Chiari, Giuseppe Stasio, Giulio Dalmazio, o también a la propia Academia de San Lucas.